# Mikrojęzyki
Mikrojęzyki (literackie) – etnolekty literackie o zmniejszonych zdolnościach poliwalencyjnych, używane przez grupy słabo lub niewyraźnie uformowane pod względem etnonacjonalnym, pełniące funkcję regionalnych języków literackich. Cechują się pewnym stopniem standaryzacji, przy czym współistnieją z lepiej znanymi językami standardowymi (o zasięgu ogólnonarodowym). Mają nieznaną lub mało znaną literaturę piękną.
Mikrojęzyki kształtują się w społecznościach, które nie mają autonomii politycznej, choć rozwinęły pewną formę własnego piśmiennictwa. Mikrojęzyk literacki wywodzi się z dialektu regionalnego pewnej grupy etnicznej lub grupy kulturowo-językowej; zwykle jest stosunkowo odizolowany geograficznie (np. występuje wyspowo) i koegzystuje z ogólnonarodowym językiem literackim, o większym poziomie standaryzacji i ugruntowania w sferach społeczno-politycznych. Mikrojęzyki różnią się między sobą co do stopnia standaryzacji, zakorzenienia historycznego, różnorodności stylistyczno-gatunkowej tekstów oraz udziału ich użytkowników w życiu społecznym.
Termin ten jest charakterystyczny dla slawistyki. Do mikrojęzyków zalicza się m.in. następujące słowiańskie odmiany językowe: czakawski, kajkawski, prekmursko-słoweński, wschodniosłowacki, laski, kaszubski, rusiński, karpacko-rusiński.